# Callichlamys
Callichlamys Miq. es un género monotípico de árboles de la familia Bignoniaceae. Su única especie, el aspargate (Callichlamys latifolia), es originaria de México hasta Brasil.

## Descripción
Son bejucos, con las ramitas teretes, sin campos glandulares interpeciolares o pseudoestípulas. Hojas 3-folioladas o 2-folioladas con 1 zarcillo o cicatriz de zarcillo; folíolos elípticos, 7–37 cm de largo y 3.4–9.5 cm de ancho, ápice acuminado, base ampliamente cuneada a redondeada, puberulentos con tricomas dendroides en las axilas de los nervios laterales del envés y a veces en toda la superficie. Inflorescencia terminal o axilar, racemosa, con 1–12 flores amarillas; cáliz esponjoso, grande, inflado, campanulado, más o menos bilabiado; corola tubular-campanulada, 5.5–11 cm de largo, escasa e inconspicuamente lepidota por fuera; tecas divaricadas; ovario ovado-cilíndrico, 3–4 mm de largo, esencialmente glabro. Cápsula oblonga o elíptico-oblonga, obtusa, las valvas leñosas, aplanadas, 24–32 cm de largo y 6–11.5 cm de ancho, la superficie lisa; semillas 2.5–4.3 cm de largo y 6.7–13 cm de ancho, alas cafés.

## Distribución y hábitat
Ocasional en bosques secos y bosques perennifolios, en la zona pacífica; a una altitud de 0–500 metros; fl jun–ago, fr sep; desde México a Brasil.

## Taxonomía
Callichlamys latifolia fue descrita por (Rich.) K.Schum.  y publicado en Die Natürlichen Pflanzenfamilien 4(3b): 223. 1894.
Sinonimia
- Bignonia crucifera Bertero ex A. DC.
- Bignonia hondensis Kunth
- Bignonia latifolia Rich.
- Callichlamys garnieri Standl. & L.O. Williams
- Callichlamys peckoltii Bureau ex K. Schum.
- Callichlamys riparia Miq.
- Callichlamys rubiginosa Miers
- Callichlamys rufinervis (Hoffmanns. ex DC.) Miers
- Callichlamys splendida Miers
- Delostoma latifolium (Rich.) Splitg.
- Lundia schomburgkii Klotzsch
- Tabebuia latifolia (Rich.) DC.
- Tabebuia mansoana A. DC.
- Tabebuia rufinervis Hoffmanns. ex DC.
- Tabebuia speciosa Standl.[4][5]